# とかち鹿追ジオパーク
とかち鹿追ジオパーク（とかちしかおいジオパーク、英: Tokachi Shikaoi Geopark）は、北海道十勝総合振興局管内の鹿追町全域をテリトリーとする日本ジオパークである。
テーマは、｢火山と凍れ（しばれ）が育む命の物語｣である。
なお、鹿追町の瓜幕地区（鹿追町瓜幕西29線28－２）に、とかち鹿追ジオパークビジターセンター（ＰＲ・学習のための資料展示施設）がある。

## 沿革
- 2013年12月16日 - 日本ジオパークとして認定される[3]。

## 主なジオサイト
日本ジオパークネットワークのウェブサイトでは、下記が「主な見どころ・おすすめジオサイト」とされている。
- 然別湖
- 扇ヶ原展望台
- 千畳崩れ